# Muzej krapinskih neandertalaca
Muzej krapinskih neandertalaca nalazi se na lokalitetu Hušnjakovo u Krapini, uz najpoznatije svjetsko nalazište neandertalskog čovjeka. Sam lokalitet zaštićen je kao prvi paleontološki spomenik prirode u Hrvatskoj. Novi muzej svečano je otvoren 27. veljače 2010. godine. Muzej krapinskih neandertalaca djeluje u sklopu muzejske ustanove Muzeji Hrvatskog zagorja koja objedinjuje pet muzeja na području Krapinsko-zagorske županije.
Izložbeni prostor muzeja nalazi se između dvaju brdašaca - Hušnjakova i Josipovca kod Krapine, a ima 1200 metara četvornih i podijeljen je na dvije etaže.
Otvoren: 27. 2. 2010.
Lokacija: Šetalište Vilibalda Sluge bb, 49000 Krapina
Tip: specijalizirani geološko-paleontološki
Voditelj: Jurica Sabol

## Istraživanje lokaliteta
Geološka i paleontološka istraživanja trajala su od 1899. do 1905. godine pod nadzorom poznatog znanstvenika Dragutina Gorjanovića Krambergera. U naslagama špilje nađeno je oko devet stotina ljudskih fosilnih kostiju, brojna kamena oruđa iz razdoblja paleolitika, te fosilni ostaci špiljskog medvjeda, vuka, losa, golemog jelena, toplodobnog nosoroga, divljeg goveda i drugih životinja. Starost ovog bogatog nalazišta odgovara vremenu od prije 130 000 godina.

## Postav
U razgled muzeja kreće se s 23. kolovozom 1899., kad u Krapinu po prvi puta dolazi Dragutin Gorjanović-Kramberger. Prikazana je Krapina u to doba s gradonačelnikom Vilbaldom Slugom, koji je Krambergera odveo na lokalitet, te apoteka u kojoj su zaštićeni prvi nalazi. Izlošci dalje vode kroz razvoj suvremene znanosti, pitanja koliko je star svijet i početak razvoja geologije do 1856. i prvih otkrića pračovjeka u kamenolomu u Neandertalu. Među ostalim, slijede prikazi otkrića 1886. u Spyju u Belgiji, zatim javanskog čovjeka 1891. te 2. rujna 1899. kada počinju iskapanja u Hušnjakovom pod vodstvom Dragutina Gorjanovića-Kramberegera.
Muzejski postav prikazuje kozmičku, kemijsku i bilološku evoluciju s posebnim naglaskom na razvoj ljudske vrste i krapinskog neandrtalca. Slijedi prijelaz preko leda u dio koji govori o duhovnom svijetu neandertalaca i njihovim navikama. Posljednji dio muzeja prikazuje brzi kulturni i tehnološki razvoj ljudskog roda.
Krapinski neandertalac predstavljen je u polušpilji hiperrealističnim skulpturama francuske kiparice Elisabeth Daynès, a prikazan je u raznim životnim situacijama.

## Nagrade i priznanja
- FIAMP 2010 - AVICOM - 3. nagrada

u kategoriji multimedijalnih sadržaja u muzejskom postavu za info-kiosk u MKN-u. Nagrada je dodijeljena u Šangaju na Generalnoj konferenciji ICOM-a.
- Nagrada CB Tour - Inovacije u poslovnom turizmu - 2010. godina

za najbolju tehnologiju hrvatskog poslovnog turizma - dodijeljena je interaktivnom DVD-u MKN-a.
- Muzej je dobitnik priznanja Turističke zajednice Krapinsko-zagorske županije Zeleni cvijet sa zlatnim znakom za turističku ponudu i zanimljivost u 2010. godini.
- MKN je dobio Povelju Grada Krapine za doprinos promociji Nalazišta krapinskih neandertalaca Hušnjakovo te za značajan doprinos unapređenju kulture i turizma Grada Krapine.
- MKN je dobitnik Plakete Krapinsko-zagorske županije za doprinos ugledu i promociji Krapinsko-zagorske županije u zemlji i svijetu.
- Autori projekta i realizacije MKN-a Jakov Radovčić i Željko Kovačić dobitnici su Godišnje nagrade Hrvatskog muzejskog društva za 2010. godinu.
- MKN je dobitnik Hrvatske turističke nagrade ”Anton Štifanić” za izniman doprinos u razvitku turizma Republike Hrvatske za 2010. godinu.
- Na Hrvatskom salonu inovacija s međunarodnim sudjelovanjem 2011. dobiveno je zlatno odličje za ukupan program MKN.
- MKN je bio kandidat za nagradu HTZ-a „Doživi Hrvatsku – oznaka kvalitete u kulturnom turizmu“ u kategoriji - kulturna ustanova 2012.
- MKN je dobitnik kristalne statue i priznanja “Simply the best” koju dodjeljuje Udruga hrvatskih putničkih agencija i časopis “Way to Croatia” u kategoriji Kreativnost i inovacije muzejskih sadržaja.
- MKN je nominiran za nagradu Europski muzej godine 2012.
- MKN je bio kandidat za nagradu HTZ-a „Doživi Hrvatsku – oznaka kvalitete u kulturnom turizmu“ u kategoriji - kulturna ustanova 2012.[1]

## Vanjske poveznice

### Sestrinski projekti
|  | Zajednički poslužitelj ima još gradiva o temi Muzej krapinskih neandertalaca |

- Muzej krapinskih neandertalaca  Arhivirana inačica izvorne stranice od 16. lipnja 2012. (Wayback Machine)
- Krapina: otvara se Muzej krapinskih neandertalaca, culturenet.hr
- Muzej krapinskih neandertalaca će biti meka za turiste, zagorje.com  Arhivirana inačica izvorne stranice od 1. ožujka 2010. (Wayback Machine)